# Les Deux Alpes

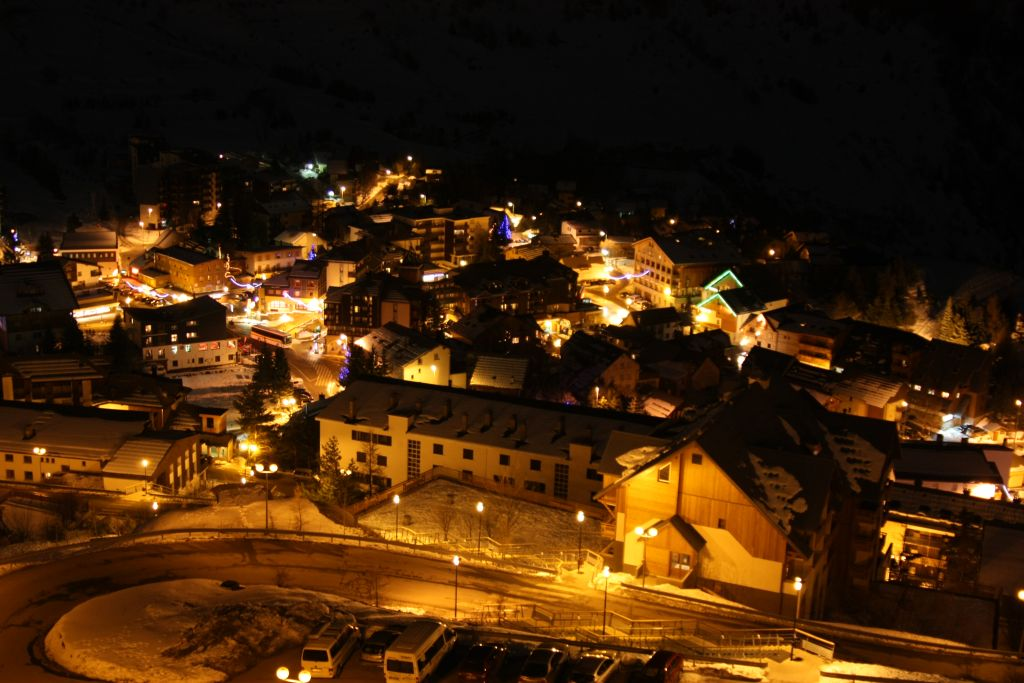
Noční Les Deux Alpes

Les Deux Alpes (známé také jako Les 2 Alpes) je francouzské lyžařské středisko v Alpách, které leží v oblasti "Isère", nedaleko města Grenoble.
Areál začíná ve výšce 1 300 m, jeho centrem je městečko, které leží v nadmořské výšce 1 650 m, a dále stoupá až k vrcholu ledovce do výšky 3 600 m. O dopravu se stará 50 vleků a lanovek s přepravní kapacitou 66 000 os/h, které návštěvníky vyvezou na více než 220 km sjezdovek zabírajících plochu přes 430 hektarů.
Z vrcholu je výhled na Mont Blanc.